# Townsonia
Townsonia là một chi phong lan trong họ Orchidaceae.